# Gulyás Levente
Gulyás Levente (Békéscsaba, 1969. december 4. –) magyar zeneszerző, zongorista.

## Életpályája
A Juhász Gyula Tanárképző Főiskola ének-karvezetés szakán végzett. Zenekarai: La Fontaine, Jazz Mine, Blues Fools, Grandmother’s Jam, Song-Song. Számos darab zeneszerzője, zenei vezetője, karmestere, zongoristája, korrepetitora.
A Békéscsabai Jókai Színház zenei vezetője volt.
A Békéscsabán 2013-ban előadott Advent a Hargitán pozitív visszajelzései között Gulyás Levente munkájáról is megemlékeztek: „...a magyar nyelv eszköztárának minél teljesebb felhasználása, kifinomult, nagy műgonddal válogatott kifejezések felsorakoztatása, sokszínű népi motívumrendszer jellemzi, amelyet a csabai produkció is messzemenőkig tiszteletben tartott. A darabban felhangzó népdalok mellett Gulyás Levente háttérben maradó zenéje ad egy kis misztikumot a műnek. A halk dallam szinte megidézi a csoda elhaladó lépteit a hóban.”
A Légy jó mindhalálig musical békéscsabai előadásáról megjelent kritika szerint: „Letisztult díszletek között, komplex, kidolgozott zenei alappal elevenedik meg a klasszikus történet. A Gulyás Levente által vezetett zenekar nagyszerű harmóniát alkot a gyerekek kórusával, és a szólók is karakteresek; úgy tűnik, a próbák sora elegendő volt, hogy a kisdiákok színpadi emberekké váljanak.” 
2017-ben írták a Madách Színház Szerelmes Shakespaere előadásához készített zenei kíséretéről: Sokat hozzátesz a produkcióhoz Gulyás Levente, „aki a reneszánsz hangzást remekül vegyíti a modernitással, zenéje megjegyezhetően dallamos, mégis tele van titokkal, különösen igaz Shakespeare 18. szonettjének megzenésítésére.” 
2022-ben neki ítélték meg a CervinusFest 2022 nívódíját, s ez alkalomból a szarvasi Cervinus Teátrum színpadán elhangzott három dala is, a Csodaszarvasból Hunor dala Boronyák Gergely, a legújabb, Az Akácember című musicalből Terike dala, Selyemlány címmel Gulyás-Dobó Szofi és a Twist Olivérből Nancy dala, Eva Javorská előadásában.

## Színházi munkái
- Júlia szépleány (1996) Csabai Színistúdió – zeneszerző, zenei vezető
- Csipkerózsika (1998) Békés Megyei Jókai Színház – zeneszerző
- A pizzafutár (1998) Csabai Színistúdió – zeneszerző, zenei vezető
- Übüvízió (1999) Csabai Színistúdió – zeneszerző
- Hamupipőke (2000) Békés Megyei Jókai Színház, Gyulai Várszínház – zeneszerző
- Mesék a Négyszögletű Kerek Erdőből (2000) Csabai Színistúdió – zeneszerző, zenei vezető
- Csongor és Tünde (2001) Békés Megyei Jókai Színház – zeneszerző
- Play Shakespeare! (2002) Csabai Színistúdió – zeneszerző
- Rigócsőr király (2003) Békés Megyei Jókai Színház, Gyulai Várszínház – zeneszerző
- Vár a Kölyöksziget! (2005) – zeneszerző
- Scapin furfangjai (2005) – zeneszerző
- Újra a Kölyökszigeten! (2005) – zeneszerző
- Berzsián és Dideki (2006) Csabai Színistúdió – zeneszerző
- Ágacska (2006) Békés Megyei Jókai Színház – hangszerelő, zenei vezető
- Egy kis térzene (2007) Békés Megyei Jókai Színház – zenei vezető, korrepetitor
- Vértestvérek (2007) Békés Megyei Jókai Színház – korrepetitor
- A kolozsvári bíró (2007) Békés Megyei Jókai Színház – zeneszerző, zenei vezető
- A haza, avagy a madárnak két szárnya van (2008) Napsugár Bábszínház – zeneszerző
- Rémségek kicsiny boltja (2008) Temesvári Csiky Gergely Színház – zenei vezető
- Jó estét nyár, jó estét szerelem (2008) Békés Megyei Jókai Színház – zenei vezető, zongorista, korrepetitor
- Lüzisztraté (2008) Békés Megyei Jókai Színház – zeneszerző, zenei vezető, korrepetitor
- Disznójáték (2008) Békés Megyei Jókai Színház – zeneszerző, zongorista
- Boldogság, gyere haza (2008) Békés Megyei Jókai Színház – zongorista
- Rab ember fiai (2009) Békés Megyei Jókai Színház – zeneszerző
- Edith és Marlene (2009) Békés Megyei Jókai Színház – szerep: Georges, bárzongorista – zenei vezető, zongorista, korrepetitor
- Pszicho (2009) Budapesti Kamaraszínház – zeneszerző
- Elnöknők (2009) Békés Megyei Jókai Színház – zenei átirat, zongorista
- A hetvenkedő (2010) Békés Megyei Jókai Színház – zenei vezető, zongorista, korrepetitor
- Nóra (2010) Békés Megyei Jókai Színház – zeneszerző, zongorista
- Liselotte és a május (2010)Budapesti Kamaraszínház – zeneszerző
- Stuart Mária (2011) Békés Megyei Jókai Színház – zenei átirat, zenei vezető
- La Mancha lovagja (2011) Békés Megyei Jókai Színház – zenei vezető, karmester, zongorista, korrepetitor
- Tessedik (2011) Szarvasi Vízi Színház – zeneszerző, zenei vezető
- Monte Cristo grófja (2011) Békés Megyei Jókai Színház – zenei vezető, karmester, billentyűs hangszerek, korrepetitor
- Négy évszak – szláv népmese (2011) Békés Megyei Jókai Színház – zeneszerző
- Csörte (2012) Békés Megyei Jókai Színház – zenei vezető
- Varázsfuvola (2012) Békés Megyei Jókai Színház – zenei átirat, zenei vezető
- Hippolyt, a lakáj (2012) Békés Megyei Jókai Színház – zenei vezető, karmester, zongorista, korrepetitor
- Ajtók kitárulnak (2013) Csabagyöngye Kulturális Központ, Békéscsaba – zeneszerző, zenei vezető, karmester
- Két néni, ha elindul (2013) Kecskeméti Katona József Színház – zeneszerző
- Kabaré (2012) Bartók Kamaraszínház, Dunaújváros – zenei vezető, karmester, zongorista
- Moulin Rouge – táncjáték (2013) Gárdonyi Géza Színház, Eger – zenei munkatárs
- Lear király (2013) Békéscsabai Jókai Színház – zenei munkatárs, zenei effektek
- Holle anyó (2013) Cervinus Teátrum, Szarvas – zeneszerző, zenei vezető, korrepetitor
- Alice im Wunderland (2013) Gerhart Hauptmann-Theater Görlitz-Zittau, Németország – zeneszerző, zenei vezető
- Advent a Hargitán (2013) Békéscsabai Jókai Színház – zeneszerző
- A padlás (2013) Bartók Kamaraszínház, Dunaújváros – zenei vezető
- És már senki sem, korábbi címe Tíz kicsi néger (2014) Játékszín, Budapest – zeneszerző
- Koldusopera (2014) Békéscsabai Jókai Színház – zenei vezető, karmester
- Csodaszarvas (2014) Cervinus Teátrum, Szarvas – zeneszerző, zenei vezető
- Karasek (2014) Gerhart Hauptmann-Theater Görlitz-Zittau, Németország – zeneszerző
- Der kleine Prinz (2014) Gerhart Hauptmann-Theater Görlitz-Zittau, Németország – zeneszerző, zenei vezető
- Primadonnák (2014) Játékszín, Budapest – zeneszerző
- Hétszínvirág (2015) Napsugár Bábszínház, Békéscsaba – zeneszerző
- Kaviár és lencse (2015) József Attila Színház, Budapest – zeneszerző
- Der Tod und das Mädchen (2015) Gerhart Hauptmann-Theater Görlitz-Zittau, Németország – zenei átirat
- Fluch von Oybin (2015) Gerhart Hauptmann-Theater Görlitz-Zittau, Németország – zeneszerző
- A szőke ciklon (2015) Játékszín, Budapest Szerep: zongorahangoló – zeneszerző, zongorista
- Vesztegzár a Grand Hotelben (2015) Békéscsabai Jókai Színház – zenei vezető, karmester-zongorista
- Die zertanzten Schuhe (2015) Gerhart Hauptmann-Theater Görlitz-Zittau, Németország – zeneszerző, zenei vezető
- Légy jó mindhalálig (2016) Békéscsabai Jókai Színház – zenei vezető, karmester
- Dancer in the dark (2016) Gerhart Hauptmann-Theater Görlitz-Zittau, Németország – zeneszerző, zenei vezető
- Lila ákác (2016) Békéscsabai Jókai Színház – zenei vezető, zongorista
- A széttáncolt cipellők (2016) Békéscsabai Jókai Színház – zeneszerző, zenei vezető
- Die Legende von Priber (2016) Gerhart Hauptmann-Theater Görlitz-Zittau, Németország – zeneszerző
- Ügyes kis hazugságok (2016) Madách Színház, Budapest – zeneszerző
- Der Drache im Schrank (2016) Gerhart Hauptmann-Theater Görlitz-Zittau, Németország – zeneszerző, zenei vezető
- Szerelmes Shakespeare (2017) Madách Színház, Budapest – zeneszerző
- König der Schmuggler (2017) Gerhart Hauptmann-Theater Görlitz-Zittau, Németország – zeneszerző
- Der Satanarchäolügenialkohöllische Wunschpunsch (2017) Gerhart Hauptmann-Theater Görlitz-Zittau, Németország – zeneszerző
- Cabaret (2018) Gerhart Hauptmann-Theater Görlitz-Zittau, Németország – zenei vezető
- Ármány és szerelem (2018) Cervinus Teátrum, Szarvas – zeneszerző
- Randikutya (Dog story) (2018) Játékszín, Budapest – zenei vezető
- Die 7. Geisterstunde – Die Rückkehr des tollen Junkers (2018) Gerhart Hauptmann-Theater Görlitz-Zittau, Németország – zeneszerző
- Menopauza (2018) Játékszín, Budapest – zenei vezető
- Die Schneekönigin (2018) Gerhart Hauptmann-Theater Görlitz-Zittau, Németország – zeneszerző, zenei vezető
- Vesztegzár a Grand Hotelben (2018) József Attila Színház, Budapest – zenei vezető, karmester, zongorista
- Der kleine Horrorladen (2019) Gerhart Hauptmann-Theater Görlitz-Zittau, Németország – zenei vezető, zenei alapok
- Alul semmi (The Full Monty) (2019) Békéscsabai Jókai Színház – zenei vezető, karmester-zongorista, korrepetitor
- Vier Fäuste für ein Halleluja (2019) Gerhart Hauptmann-Theater Görlitz-Zittau, Németország – zeneszerző
- Sárkány a szekrényben (2019) Békéscsabai Jókai Színház – zeneszerző, zenei vezető
- Pinocchio (2019) Gerhart Hauptmann-Theater Görlitz-Zittau, Németország – zeneszerző, zenei vezető
- Teljesen idegenek (2019) Játékszín, Budapest – zeneszerző
- Heisse Ecke (2020) Gerhart Hauptmann-Theater Görlitz-Zittau, Németország – zenei vezető, korrepetitor
- Örökké fogd a kezem! (2020) Madách Színház, Budapest  – zeneszerző
- Gyilkosság az Orient Expresszen (2020) Thália Színház, Budapest – zeneszerző, zenei vezető
- Nagyvárosi fények (2020) Játékszín, Budapest – zeneszerző, zenei vezető
- Az akácember (2022) Cervinus Teátrum, Szarvas - zeneszerző

## Filmes munkái

### Játékfilm
- A föld szeretője (2010) – zeneszerző
- Janus (2011) – zeneszerző

## Lemezei
- Rigócsőr király (2003) – zeneszerző

## Zenekarai
La Fontaine, Jazz Mine, Blues Fools, Grandmother's Jam, Song-song.